# Kumā

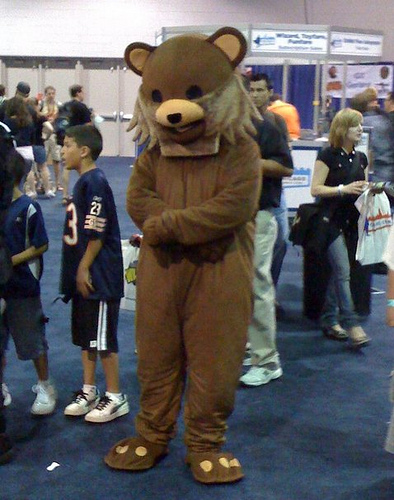
Pädobär-Cosplay

Kumā (japanisch クマー) ist eine aus dem Forum 2channel hervorgegangene fiktive Figur in Form eines Bären. Entstanden ist sie aus einer ASCII-Art-Zeichnung, genauer einem Monā (モナー, auch Shift_JIS-Art genannt), das am 28. Juli 2003 gepostet wurde. Charakteristisch für diesen Bären ist sein Ausruf „Kumā!!“, von dem sich auch der Name ableitete. 
Außerhalb Japans wurde die ursprünglich harmlose Figur innerhalb von 4chan pervertiert und als Pädobär/Pedobear (englische Zusammensetzung aus pedo, einer umgangssprachlichen Kurzform für pedophile, und bear) bekannt. Unter diesem Namen übernahm die Figur die Rolle eines Pädophilen, welche sich zu einem eigenständigen Internet-Phänomen entwickelte.

## Ursprung
Ab Anfang 2000 entwickelte sich ausgehend von ASCII-Art im Forum 2channel eine als Monā bezeichnete Ausprägung dessen, die auf der Zeichenkodierung Shift JIS aufbaute. Dort postete ein Forenteilnehmer am 28. Juli 2003 den ersten Beitrag (Beitrag Nr. 590 im Thread くまくま━━━━━━ヽ（ ・(ｪ)・ ）ノ━━━━━━ !!!), der eine Zeichnung der heutigen Figur enthielt. Ausgehend davon entstanden verschiedene Variationen des Bären. Begünstigt wurde diese Entwicklung durch das PlayStation-2-Spiel Kumauta, das im November 2003 erschien und in Japan vorübergehend populär wurde. In diesem musste der Spieler einem Eisbären das Enka-Schlager-Singen beibringen, was dazu führte, dass sich vermehrt solche singenden Bären als Motiv in den Foren wiederfanden. Dieses Motiv wurde im August 2004 verstärkt wieder aufgegriffen, als ein Dorf von Bären heimgesucht wurde und dieser Vorfall durch die Nachrichten ging. Im Folgenden tauchte diese Form des Bären immer wieder in verschiedenen Parodien und in den Foren auf.

## Auftreten
Im Jahr 2005 erschien mit Pretty Kuma (ふたりはプリクマ) eine Flash-Parodie auf den Vorspann des Animes Pretty Cure, die eine erste Umsetzung des Bären ähnlich der heutigen Gestalt zeigte. Erneut angefacht wurde die Thematik eines Bären durch die Single Boku wa Kuma (ぼくはくま, dt. „Ich bin ein Bär“) von Hikaru Utada, die im Kinder-Musik-Programm Minna no Uta von NHK gespielt wurde. Aufgrund der Beliebtheit des am 1. Oktober 2006 vorgestellten Titels wurde dieser vom Oktober 2006 bis zum Januar 2007 regelmäßig in der Sendung eingespielt und weckte damit erneut das Interesse innerhalb der Online-Gemeinschaften. Auch später flammten die Beiträge immer wieder erneut auf, sobald in irgendeiner Form von einem Bären die Rede war. So beispielsweise auch während der US-Immobilienkrise, als die Aktien drastisch an Wert verloren, was als Bär symbolisiert wird.

## Pedobear
Im englischsprachigen Raum und dessen Foren wurde die Figur, hauptsächlich initiiert von 4chan, als Pedobear bekannt. Dabei wurden seine ursprünglichen Zeichnungen mit Kinderpornografie in Verbindung gebracht. Üblicherweise erfolgte dies, indem er in meist harmlosen Bildern in der Rolle eines Pädophilen eingefügt wurde, der einen Kommentar zu der gezeigten Szene abgab oder einen entsprechenden Gesichtsausdruck machte. Als Scherz verbreiteten sich diese Bearbeitungen im Netz und inspirierten weitere solche Zeichnungen. Die steigende Bekanntheit führte letztlich auch zu Adaptionen als Videos wie zum Beispiel durch CollegeHumor oder auch zur Vermarktung diverser Accessoires, die den Bären als Motiv aufgriffen. Im deutschsprachigen Raum wird die Figur meistens als Pedobär bezeichnet.
Im Februar 2010 ließ sich die polnische Zeitung Gazeta Olsztyńska in die Irre führen, als sie über die Olympischen Winterspiele 2010 berichtete. Sie griff dabei ein von Michael Barrick im Internet veröffentlichtes Bild der Maskottchen Quatchi, Sumi, Miga und Mukmuk auf, unter die er aus Spaß den Pedobear geschummelt hatte. So bildete die Zeitung den Bären unwissentlich auf der Titelseite ab, was zahlreiche Reaktionen auslöste. Der dadurch ein wenig ins Rampenlicht gerückte Barrick nutzte die Situation, um Kritik an den Ausgaben für die Olympischen Spiele zu üben.
Als im April 2010 erneut Spekulationen über sexuellen Missbrauch in der römisch-katholischen Kirche aufkamen, wurden im Vorfeld des Besuches von Papst Benedikt XVI. in Malta Werbeplakate verunstaltet. So wurde beispielsweise der Papst mit einem Hitlerbart „zusammen mit Symbolen der Pädophilie“ versehen. Im konkreten Fall handelte es sich dabei um den Pedobear.
2012 tauchte in einer Kitkat-Werbung auf Facebook eine bärenkostümierte Person auf, deren Aussehen an den Pedobear erinnerte.